# Waltrud Will-Feld
Waltrud Will-Feld (née le 11 juin 1921 comme Waltrud Feld à Bernkastel-Kues et morte le 25 octobre 2013 à Wittlich) est une femme politique allemande (CDU).

## Biographie
Après avoir obtenu son diplôme d'études secondaires à Traben-Trarbach en 1939, Will-Feld commence à étudier les mathématiques et la physique à l'Université Philippe de Marbourg, qu'elle interrompt prématurément en raison de son mariage. En 1941, elle épouse son ancien professeur d'allemand Dr. Hermann Will, décédé pendant la Seconde Guerre mondiale. Le mariage donne naissance à deux fils. Après la guerre, d'abord femme au foyer et mère célibataire, elle travaille comme agent fiscal depuis 1950 et comme conseillère fiscale depuis 1960.
En 1968, elle rejoint l'Union chrétienne-démocrate d'Allemagne. En 1969, elle est élue au conseil de l'arrondissement de Bernkastel-Wittlich et en 1972 au Bundestag, dont elle sera députée jusqu'en 1990. Au cours de la septième législature, elle est élue au Bundestag via la liste d'État de la CDU et de la huitième à la onzième législature, elle représente la circonscription de Cochem.
Elle est décédée des complications d'un cancer du côlon.

## Publications
- Die finanzielle Situation der Einelternfamilie: zur Neuregelung des Familienlastenausgleichs und der Steuergesetzgebung. In: Informationen für die Frau Jg. 33, 1984, Nr. 11/12, S. 13–15